# Rickey Green
Rickey Green (Chicago, 18 agosto 1954) è un ex cestista statunitense, professionista nella NBA.

## Carriera
Venne selezionato dai Golden State Warriors al primo giro del Draft NBA 1977 (16ª scelta assoluta).

## Statistiche

### NBA

#### Regular Season
| Anno      | Squadra            | PG  | PT  | MP   | TC%  | 3P%  | TL%  | RP  | AP  | PRP | SP  | PP   |
| --------- | ------------------ | --- | --- | ---- | ---- | ---- | ---- | --- | --- | --- | --- | ---- |
| 1977-1978 | G.S. Warriors      | 76  | -   | 14,4 | 38,1 | -    | 60,0 | 1,5 | 2,0 | 0,8 | 0,0 | 4,5  |
| 1978-1979 | Detroit Pistons    | 27  | -   | 16,0 | 37,9 | -    | 67,2 | 1,5 | 2,3 | 0,9 | 0,0 | 6,6  |
| 1980-1981 | Utah Jazz          | 47  | -   | 27,8 | 48,1 | 0,0  | 72,2 | 2,5 | 5,0 | 1,6 | 0,0 | 9,0  |
| 1981-1982 | Utah Jazz          | 81  | 73  | 34,8 | 49,3 | 0,0  | 76,5 | 3,0 | 7,8 | 2,3 | 0,1 | 14,8 |
| 1982-1983 | Utah Jazz          | 78  | 78  | 35,7 | 49,3 | 15,4 | 79,7 | 2,9 | 8,9 | 2,8 | 0,1 | 14,3 |
| 1983-1984 | Utah Jazz          | 81  | 81  | 34,2 | 48,6 | 11,8 | 82,1 | 2,8 | 9,2 | 2,7 | 0,2 | 13,2 |
| 1984-1985 | Utah Jazz          | 77  | 77  | 31,6 | 47,7 | 30,0 | 86,9 | 2,5 | 7,8 | 1,7 | 0,0 | 13,0 |
| 1985-1986 | Utah Jazz          | 80  | 44  | 25,2 | 47,1 | 17,2 | 85,2 | 1,7 | 5,1 | 1,3 | 0,1 | 11,7 |
| 1986-1987 | Utah Jazz          | 81  | 80  | 25,8 | 46,7 | 36,8 | 82,7 | 2,0 | 6,7 | 1,4 | 0,0 | 9,6  |
| 1987-1988 | Utah Jazz          | 81  | 3   | 13,8 | 42,4 | 21,1 | 90,4 | 1,0 | 3,7 | 0,7 | 0,0 | 4,9  |
| 1988-1989 | Charlotte Hornets  | 33  | 2   | 11,2 | 43,2 | 20,0 | 92,9 | 0,7 | 2,5 | 0,5 | 0,0 | 3,9  |
| 1988-1989 | Milwaukee Bucks    | 30  | 0   | 16,7 | 54,5 | 33,3 | 89,5 | 1,5 | 3,5 | 0,7 | 0,1 | 5,4  |
| 1989-1990 | Indiana Pacers     | 69  | 0   | 13,4 | 43,3 | 9,1  | 84,3 | 0,8 | 2,6 | 0,7 | 0,0 | 3,5  |
| 1990-1991 | Philadelphia 76ers | 79  | 75  | 28,5 | 46,3 | 22,2 | 83,0 | 1,7 | 5,2 | 0,7 | 0,1 | 10,0 |
| 1991-1992 | Boston Celtics     | 26  | 0   | 14,1 | 44,7 | 25,0 | 72,2 | 0,9 | 2,6 | 0,7 | 0,0 | 4,1  |
| Carriera  | Carriera           | 946 | 513 | 24,6 | 46,9 | -    | 80,7 | 1,9 | 5,5 | 1,4 | 0,1 | 9,4  |

#### Playoffs
| Anno     | Squadra            | PG | PT | MP   | TC%  | 3P%  | TL%  | RP  | AP  | PRP | SP  | PP   |
| -------- | ------------------ | -- | -- | ---- | ---- | ---- | ---- | --- | --- | --- | --- | ---- |
| 1984     | Utah Jazz          | 11 | -  | 36,7 | 42,4 | 25,0 | 74,4 | 3,1 | 9,5 | 1,7 | 0,4 | 14,6 |
| 1985     | Utah Jazz          | 10 | 10 | 30,2 | 53,8 | 14,3 | 92,1 | 3,0 | 7,5 | 1,2 | 0,0 | 15,0 |
| 1986     | Utah Jazz          | 4  | 4  | 29,8 | 48,8 | 50,0 | 90,9 | 2,3 | 9,5 | 0,5 | 0,0 | 13,3 |
| 1987     | Utah Jazz          | 4  | 3  | 18,0 | 47,8 | 0,0  | 83,3 | 2,0 | 6,3 | 0,5 | 0,0 | 6,8  |
| 1988     | Utah Jazz          | 7  | 0  | 5,4  | 25,0 | -    | -    | 0,1 | 1,3 | 0,3 | 0,0 | 0,6  |
| 1989     | Milwaukee Bucks    | 8  | 0  | 13,8 | 41,4 | 50,0 | 100  | 1,6 | 2,3 | 0,6 | 0,0 | 3,6  |
| 1990     | Indiana Pacers     | 3  | 0  | 10,3 | 14,3 | -    | -    | 0,3 | 1,0 | 0,3 | 0,0 | 0,7  |
| 1991     | Philadelphia 76ers | 8  | 8  | 24,9 | 43,6 | 75,0 | 88,9 | 1,1 | 2,8 | 0,9 | 0,0 | 7,4  |
| Carriera | Carriera           | 55 | 25 | 23,2 | 45,5 | 35,0 | 84,7 | 1,9 | 5,3 | 0,9 | 0,1 | 8,8  |

## Palmarès
- NCAA AP All-America First Team (1977)
- NBA All-Star (1984)
- Migliore nelle palle rubate NBA (1984)